# Karakumosa ovtchinnikovi
Espèce
Karakumosa ovtchinnikovi est une espèce d'araignées aranéomorphes de la famille des Lycosidae.

## Distribution
Cette espèce est endémique de la province de Sourkhan-Daria en Ouzbékistan,. Elle se rencontre vers Ak-Machit.

## Description
La carapace du mâle holotype mesure 10,00 mm de long sur 8,00 mm et l'abdomen 9,30 mm de long sur 6,50 mm et la carapace de la femelle paratype 9,30 mm de long sur 7,70 mm et l'abdomen 5,30 mm de long sur 3,95 mm.

## Systématique et taxinomie
Cette espèce a été décrite par Logunov en 2023.

## Étymologie
Cette espèce est nommée en l'honneur de Sergei V. Ovtchinnikov.

## Publication originale
- Logunov, 2023 : « Further notes on the fossorial wolf spiders of Middle Asia and the Near East (Aranei: Lycosidae). » Arthropoda Selecta, vol. 32, no 4, p. 475-512 (texte intégral).